# Kay Sage

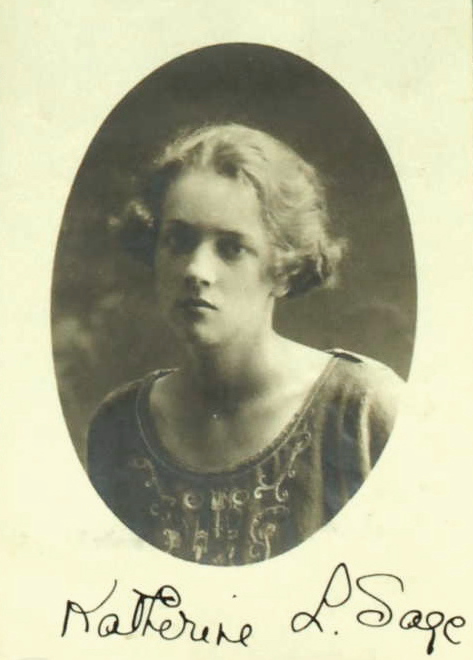
Kay Sage, 1922

Katherine Linn Sage (* 25. Juni 1898 in Albany, New York; † 8. Januar 1963 in Woodbury, Connecticut), bekannt geworden als Kay Sage, war eine amerikanische surrealistische Künstlerin und Schriftstellerin. Sie war in zweiter Ehe mit dem französischen surrealistischen Künstler Yves Tanguy verheiratet.

## Leben
Katherine Linn Sage war die zweite Tochter des begüterten Henry Manning Sage und seiner Frau Ann. Sie verbrachte in ihrer Jugend nach der Scheidung ihrer Eltern viel Zeit mit ihrer Mutter in Europa. Von 1914 bis 1918 studierte sie an der privaten Hochschule  Corcoran College of Art and Design in Washington und arbeitete anschließend in einem Büro in New York. 
Anfang 1920 zog Kay Sage nach Rapallo in Italien, um Kunst in Rom zu studieren. 1924 lernte sie den Prinzen Ranieri di San Faustino kennen und heiratete ihn im Jahr darauf. Nach zehn Jahren gab sie ihr mondänes Leben auf und ließ sich scheiden, um sich der Kunst zu widmen. Sie zog nach Paris und lernte dort die surrealistische Bewegung kennen.
1936 fand ihre erste Einzelausstellung abstrakter Gemälde in Mailand statt. 1937 lernte sie Yves Tanguy kennen, mit dem sie eine Beziehung begann. Im Januar 1938 besuchte sie die Exposition Internationale du Surréalisme in Georges Wildensteins Galerie des Beaux-Arts in Paris, wo sie besonders vom Werk Giorgio de Chiricos beeindruckt war.
Zu Beginn des Zweiten Weltkriegs kehrte sie in die Vereinigten Staaten zurück und half befreundeten Künstlern, ihre Ausreise zu organisieren. Zu ihnen gehörte Yves Tanguy. Am 17. August 1940 heirateten sie in Reno – für beide war es die zweite Ehe – und ließen sich in Woodbury in ihrem Haus, genannt „Town Farm“ nieder, dem sie ihre Ateliers anschlossen. In diesem Jahr hatte sie ihre erste amerikanische Ausstellung in der Galerie von Pierre Matisse in New York. „Town Farm“ wurde zum Treffpunkt exilierter französischer Künstler. Im Januar 1943 stellte sie in Exhibition by 31 Women in Peggy Guggenheims Galerie Art of This Century aus. 1954 hatten Tanguy und Sage eine gemeinsame Ausstellung im Wadsworth Atheneum. 
Im Jahr 1955 starb Yves Tanguy an einem Hirnschlag. Der Tod ihres Mannes traf Kate Sage tief und stürzte sie in Depressionen. Vier Jahre später, 1959, machte sie ihren ersten Selbstmordversuch. Ihre Sehkraft verschlechterte sich, sie gab die Malerei auf und schuf Collagen. 1955 schrieb sie ihre Autobiografie China Eggs und widmete sich dem Catalogue de l'œuvre raisonnée von Yves Tanguy. Am 8. Januar 1963, kurze Zeit vor Veröffentlichung des Katalogs, beging sie Selbstmord durch Erschießen. Die Asche von Yves Tanguy und Kay Sage wurden von Pierre Matisse in der Bucht von Douarnenez verstreut.
Kay Sages Nachlass wird von den Smithsonians Archives of American Art verwahrt. Ihr Werk ist in verschiedenen US-amerikanischen Museen zu finden, so im Museum of Modern Art, Art Institute of Chicago, Walker Art Center, im Mattatuck Museum in Connecticut und National Museum of Women in the Arts in Washington D. C.

## Werk
Wie Max Ernsts Frau Dorothea Tanning kam Kay Sage über eine Liebesbeziehung in surrealistische Kreise. Mehr als von der Malweise ihres Mannes ist sie von de Chiricos isolierten Formen und den illusionistischen Perspektiven in ihren frühen surrealistischen Gemälden geprägt. Mit ihrer auffälligen Monumentalisierung weisen sie auf eine eigene, sehr konstruktive Bildsprache voraus, bei der sich die Magie ausschließlich aus den Gegenständen selbst entfaltet.

## Werke
- A Little Later (1938)
- My Room Has Two Doors (1939)
- This Morning (1939)
- Danger, Construction Ahead (1940)
- Margin of Silence (1942)
- The Fourteen Daggers (1942)
- At The Appointed Time (1942)
- From Another Approach (1944)
- I Saw Three Cities (1944)
- In the Third Sleep (1944) Abb.
- The Upper Side of the Sky (1944)
- Ring of Iron, Ring of Wool (1947)
- The Instant (1949)
- The Morning Myth (1950)
- Small Portrait (1950)
- Men Working (1951)
- Tomorrow for Example (1951)
- Unusual Thursday (1951)
- On the Contrary (1952)
- Third Paragraph (1953)
- No Passing (1954)
- Hyphen (1954)
- Tomorrow is Never (1955)
- Le Passage (1956) Abb.
- Watching the Clock (1958) Abb,

## Ausstellungen (Auswahl)
- 1936: Galleria del Milione, Mailand
- 1938: Salon des Surindependants in Paris
- 1940: Matisse Gallery, New York
- 1947/48: John Herron Art Museum in Indianapolis, Contemporary American Paintings
- 1954: Wadsworth Atheneum in Harford, gemeinsam mit Yves Tanguy
- 1960: Catherine Viviano Gallery, New York, Retrospektive
- 1965: A Tribute to Kay Sage, Mattatuck Museum, Waterbury, Connecticut
- 1977: Retrospektive, Herbert F. Johnson Museum of Art, Cornell University, Ithaca, New York
- 2011: Gemeinschaftsausstellung mit Yves Tanguy, The Katonah Museum of Art, Katonah, New York
- 2012: In Wonderland: The Surrealist Adventures of Women Artists in Mexico and the United States, Los Angeles County Museum of Art